# Vieux-Fort
Vieux-Fort (Guadeloupe-Kreolisch: Vyéfô) ist eine französische Gemeinde mit 1730 Einwohnern (Stand 1. Januar 2022) auf der Insel Basse-Terre im Überseedépartement Guadeloupe.

## Geografie
Vieux-Fort liegt am Übergang von Atlantischem Ozean und Karibischen Meer an der Südspitze von Basse-Terre am Fuß der Bergkette Le Caraïbe, 8 Kilometer südwestlich der Gemeinde Trois-Rivières. Die nächsten Nachbargemeinden sind Basse-Terre im Nordwesten und Gourbeyre im Nordosten.

## Geschichte
Charles Liènard de l’Olive war ein Siedler aus Frankreich, der von der Handelskompanie Compagnie des îles d’Amérique (Kompanie der amerikanischen Inseln) die Erlaubnis erhielt, auf Guadeloupe zu siedeln und die besiedelten Inseln zu verwalten. Er landete 1635 im Norden von Basse-Terre und wanderte mit den Siedlern in den Süden der Insel. Bei Vieux-Fort ließ er das erste Fort auf der Insel errichten. Es gab der Ortschaft seinen Namen, Vieux-Fort bedeutet „altes Fort“. Das heutige Vieux-Fort entstand um 1648 etwa gleichzeitig wie Saint-Louis, durch Einwanderer aus den Antillen.

## Sehenswürdigkeiten
Das Fort Olive wurde 1636 errichtet, seinen Namen erhielt es 1643. Es besitzt den ältesten Glockenturm der Insel und ist für seinen Leuchtturm bekannt, der 1955 errichtet wurde. Am Leuchtturm hat man einen Ausblick auf die Îles des Saintes. Im Fort befindet sich heute außerdem das Centre de broderie (Stickereizentrum), das Spitze ausstellt.
Die Kirche stammt aus dem 18. Jahrhundert. Ihr Glockenturm wurde 1978 ins Zusatzverzeichnis der Monuments historiques (historische Denkmale) eingetragen.

## Wirtschaft
In Vieux-Fort haben sich vor allem das Kunsthandwerk und die Textilindustrie etabliert. Außerorts eignet sich das Land infolge von früheren Vulkanausbrüchen insbesondere für die Landwirtschaft.